# Pterigynandrum duplicato-serratum
Pterigynandrum duplicato-serratum là một loài Rêu trong họ Pterigynandraceae. Loài này được (Hampe) Müll. Hal. miêu tả khoa học đầu tiên năm 1917.